# Mesosa vitalisi
Mesosa vitalisi är en skalbaggsart som beskrevs av Stefan von Breuning 1964. Mesosa vitalisi ingår i släktet Mesosa och familjen långhorningar.
Artens utbredningsområde är Laos. Inga underarter finns listade i Catalogue of Life.